# Antonio Abetti
Antonio Abetti, född 19 juni 1846 i San Pietro di Gorizia, död 20 februari 1928 i Florens, var en italiensk astronom. Han var far till astronomen Giorgio Abetti.
Abetti var 1868-93 anställd vid observatoriet i Padua, först som assistent, därefter som adjunkt, och var från 1887 samtidigt docent vid universitetet där. Han blev 1893 professor och direktor för observatoriet i Arcetri vid Florens. Han var känd som en framstående observatör och utgav en mängd astronomiska och meteorologiska arbeten, de flesta innehållande observationer av och banbestämningar för planeter och kometer.

## Utmärkelser
Kratern Abetti på månen och asteroiden 2646 Abetti är uppkallade efter honom och hans son.